# Марјан Живковић
Марјан Живковић (Пирот, 21. мај 1973) српски је фудбалски тренер, бивши фудбалер, који је играо на позицији играча средине терена. Тренутно је тренер македонског фудбалског клуба Беласица.

## Трофеји

### Обилић
- Прва лига Србије и Црне Горе: 1997/98
- Куп Србије и Црне Горе: другопласирани 1994/95, 1997/98